# Bernard Heesen
Bernard Heesen (Leerdam, 1958) is glaskunstenaar, die zijn werk uitvoert in glasblazerij De Oude Horn te Acquoy bij Leerdam.

## Biografie
Na zijn gymnasiumopleiding studeerde Heesen van 1977 tot 1984 architectuur aan de Technische Hogeschool te Delft, de huidige Technische Universiteit Delft. In 1984 betrad hij de wereld van het glas in glasblazerij De Oude Horn, opgericht in 1977 door zijn vader Willem Heesen. Hij assisteerde zijn vader bij het werk rond het glasmaakproces en het bouwen van glasovens. In 1986 koos Bernard Heesen definitief voor de glaskunst in De Oude Horn. Vanaf die tijd werkte hij samen met zijn vader en met andere glasblazers aan de ontwerpen van henzelf en van andere glaskunstenaars. In 1995 trok vader Willem Heesen zich terug en droeg de leiding van het bedrijf over aan zijn zoon Bernard.

## Werkwijze en stijl
In zijn streven naar vernieuwing past Bernard Heesen in de Leerdamse glastraditie. Als uitvoerder van zijn werk laat hij tijdens het maakproces het toeval bijdragen aan vorm en expressie van zijn producten.
Oude encyclopedieën inspireerden hem vanaf 1997 tot het blazen van de daarin afgebeelde voorwerpen, die hij de verzameltitel Encyclopaedische gewrochten meegaf.
Hierbij geeft hij de voorwerpen - kannen, arabesken, pullen, kelken enz. - een eigen expressionistische, soms karikaturale interpretatie.
Met de dichter Arjen Duinker werkt hij aan de serie Encyclopaedische woordenboeken: de wereld van de glasblazer; de wereld van Bernard Heesen. Inmiddels zijn hiervan drie delen verschenen.
Hij ontwierp de dertig meter hoge toren met carillonklokken van kristalglas in Leidsche Rijn, ten westen van Utrecht. De glazen beiaard bevat 50 kristallen klokken, door Bernard Heesen vervaardigd in de Glasfabriek Leerdam, in samenwerking met Koninklijke Eijsbouts, klokkengieterij te Asten, die het stemmen van de klokken verzorgde. Ook de Tranen voor het verzet aan het Max Euweplein in Amsterdam heeft hij gemaakt.

## Exposities
Het werk van Bernard Heesen is te zien in musea in binnen- en buitenland.
Zijn werk is onder andere opgenomen in de collecties van het
- Stedelijk Museum Amsterdam,
- Museum Boijmans Van Beuningen, Rotterdam,
- Frans Hals Museum, Haarlem,
- Rijksmuseum Twenthe, Enschede,
- Nationaal Glasmuseum, Leerdam,
- Centraal Museum, Utrecht,
- Gemeentemuseum Den Haag.
- Museum Jan van der Togt, Amstelveen.

## Onderscheidingen
- Ridder in de Orde van Oranje-Nassau (2013)[1]

### Boeken
- Titus M. Eliëns en Miep Singelenberg- van der Meer, Lexicon Nederlandse glaskunst van de twintigste eeuw, Antiek Lochem bv ISBN 90 74213278
- Arjen Duinker en Bernard Heesen, De wereld van de glasblazer; de wereld van Bernard Heesen, De Oude Horn bv., deel 1 1999 ISBN 90 805137 17, idem deel 2, 2003 ISBN 90 805137 25 en deel 3 2011 ISBN 978 90 805137 30
- Piet Augustijn, De Oude Horn en de emancipatie van het glas Amber 2007 ISBN 9789076471051

### Artikelen
- Thea Figee De eerlijke pure glaskunst van Bernard Heesen Utrechts Nieuwsblad 19 december 1992,
- Dana Linsen Niets mooier dan vloeibaar glas NRC Handelsblad 18 september 1997,
- Piet Augustijn Nieuw werk van Bernard Heesen in 'De wereld van de glasblazer' Het Kontakt Leerdam 2 december 1998,
- Rob Witteveen Carillon van glas Dagblad Rivierenland 7 juni 2005,
- Piet Augustijn Bernard Heesen en zijn encyclopaedische gewrochten Het Kontakt Leerdam 14 juli 1999.